# Roehampton
Roehampton est une grande banlieue située au sud-ouest de Londres localisé dans le borough de Wandsworth.

## Historique
Après la construction du pont-levis de Putney Bridge (1729), plusieurs riches londoniens ont fait construire des villas à Roehampton, faisant de ce petit village une zone résidentielle.
Ainsi Roehampton House (monument classé Grade I depuis 1978) a été construite entre 1710 and 1712 par Thomas Archer, puis a été agrandie par Edwin Lutyens en 1910. Jusqu'en 2008, elle abritait les services de direction de l'hôpital. Elle a été depuis découpée en appartements.
Parkstead House, hôtel particulier (désormais classé) aménagé en 1760 par Lord Ponsonby, était le domicile de l'écrivain Caroline Lamb. Elle a été rachetée en 1861 par les jésuites qui en ont fait un séminaire, Manresa House. C'est là que le père jésuite Gerard Manley Hopkins a composé ses hymnes religieux. Parkstead House, comme beaucoup d'autres résidences historiques de la ville (Mount Clare, 1772 ; ou encore Grove House, aménagée par Capability Brown, 1777), fait désormais partie du patrimoine de l'Université de Roehampton.
Templeton House est un manoir de style géorgien datant des années 1780, où Winston Churchill a résidé à la fin de l'hiver 1919-20. En 1930, il a été reconverti en cité étudiante avant de servir d'hôpital militaire pendant la guerre. Certaines scènes de la 3e saison de Downton Abbey ont été tournées à Templeton House.
D'abord rattachée à la paroisse anglicane de Putney, Roehampton s'en est détachée en 1845, grâce à la construction du temple de la Sainte-Trinité sur Roehampton Lane, en 1842. Pour leur part, les jésuites ont converti en 1869 leur noviciat en pensionnat (Whitelands College), et sa chapelle en église Saint-Joseph.
Le maharadjah Duleep Singh a vécu quelque temps à Ashburton House, comme invité de marque de Sir Spencer Login et de sa femme Lena. Celle-ci rapporte dans ses mémoires qu'ils ont ainsi reçu la visite du Prince Consort et du Prince de Galles.

## Patrimoine
- Grove House, maison construite en 1777, classée Grade II*, et située à Roehampton Lane.